# Carta otorgada
Se denomina carta otorgada (en francés, "charte octroyée") a una declaración oral por la cual el rey se comprometía a gobernar a sus súbditos, de una forma no despótica. Suponía de hecho una pseudo-constitución para el Estado, si bien en lugar de ser dictada por el pueblo, la Carta Otorgada surgía del poder absolutista anterior: el rey.
Por lo general, las cartas otorgadas eran muy restrictivas en cuanto a derechos y representatividad, puesto que, si bien funciona como una constitución, no se reconoce el principio de soberanía popular.
Eran cartas que el rey escribía en las que demostraba su poder, y lo demostraba haciendo la constitución que a él le placía.[cita requerida] Ejemplos de carta otorgada son el Estatuto de Bayona y el Estatuto Real de 1834 en España, la Carta de 1814 en Francia, el Estatuto Albertino en Italia y las Leyes Fundamentales de Rusia de 1906, otorgadas por Nicolás II. En América, pertenece a este grupo el Decreto de Bases y Garantías emitido por el gobernante costarricense Braulio Carrillo Colina (1841), en el cual se declaraba jefe vitalicio e inamovible. Estas cartas desaparecieron cuando desapareció el poder monárquico de vocación absolutista o autoritaria, para ser sustituidas por constituciones "pactadas" (como la francesa de Luis Felipe I de 1830, que supuestamente eran un pacto entre la soberanía del monarca y la de la nación), o por constituciones liberales emanadas una asamblea constituyente.